# Rudolf Barke
Rudolf Barke (* 30. Juni 1928 in Clausthal; † September 2011 ebenda) war ein deutscher Bergmann, Fotograf und Verleger.

## Leben
Barke war über 20 Jahre als Bergmann tätig. Ein schwerer Unfall in den 1950er Jahren zwang ihn aber, den Bergmannberuf zu verlassen und auf Fotograf umzuschulen. Dies machte er zu seinem Hauptberuf und betrieb ein Fotogeschäft sowie einen Ansichtskartenverlag. Dadurch entstanden eine Vielzahl von Fotografien und Luftaufnahmen der Landschaften, Natur und Leute des Harzes und des Harzvorlandes.
Als gebürtiger Oberharzer war er sehr an Land und Leuten des Harzes interessiert und rief 1987 mit Kurt Astheimer in Clausthal den Oberharzer Mundartstammtisch ins Leben.
Barke war Träger des Niedersächsischen Verdienstordens, er erhielt 1995 das Verdienstkreuz am Bande.

## Fotos und Veröffentlichungen
Barke verlegte seine Fotos größtenteils als Post- bzw. Ansichtskarten in Eigenregie im Verlag Harzfoto Barke in Clausthal. Die Fotos wurden aber auch von großen Ansichtskartenverlagen vielfältig genutzt und gedruckt.
Er trug mit seinen Fotos auch in eigenen Vorträgen und zu heimatgeschichtlichen Veröffentlichungen u. a. im Allgemeinen Harz-Berg-Kalender oder der Zeitschrift Unser Harz zur Harzer Heimatgeschichte bei.
Die Luftaufnahmen erhielten ihre Freigabe bis 1978 vom Verwaltungsbezirk Braunschweig, bis 1990 vom Regierungsbezirk Braunschweig sowie auch durch das Niedersächsische Ministerium für Wirtschaft und Verkehr.